# Signaltechnische Sicherheit
Der Begriff Signaltechnische Sicherheit bezeichnet einen definierten Zustand in der Sicherungstechnik der Eisenbahn. Einrichtungen oder Funktionen der Signalanlagen gelten als „signaltechnisch sicher“, wenn sie den besonders hohen Sicherheitsanforderungen des Bahnbetriebes nach den für die Zulassungsbehörde maßgebenden Vorschriften genügen.
Beispielsweise müssen Meldeeinrichtungen in einem Stellwerk, die den Sicherungszustand einer Außenanlage − etwa einer Weiche oder eines Signales − auf dem Stelltisch, der Stelltafel, einem Monitor oder einer anderen Bedieneinrichtung anzeigen, dem tatsächlichen Zustand dieser Anlage vor Ort entsprechen. Bezogen auf eine Weiche bedeutet das, die im Stellwerk angezeigte Stellung muss mit der Realität übereinstimmen und darf Übergangszustände wie das Blinken als „Umlaufen“ anzeigen, solange ihm keine Endlagemeldung vorliegt. Es darf unter keinen Umständen vorkommen, dass etwa die Stellung der Weiche im Stellwerk nach links angezeigt wird, die Weiche tatsächlich aber nach rechts gestellt ist und trotzdem eine Fahrt über diese Weiche hinweg ohne besondere Sicherungsmaßnahmen möglich ist. Kommt es zu einem solchen Konflikt, wird die Weiche im Stellwerk als „gestört“ registriert – mit der Folge, dass das von ihr abhängige Signal nicht freigegeben werden kann. Durch die Fahrdienstvorschrift ist dann eine Hilfsbedienung zum Stellen des deckenden Signals erst nach Prüfen der Weichenstellung durch dafür speziell geschultes Personal zulässig.
In einem elektronischen Stellwerk wird die signaltechnische Sicherheit dadurch gewährleistet, dass ein Hauptsignal oder ein anderes Signal für die Fahrt eines Zuges oder einer Rangierfahrt erst freigegeben wird, wenn mindestens zwei Rechner den richtig eingestellten und gesicherten Fahrweg geprüft haben und zum gleichen positiven Ergebnis gekommen sind. Erst wenn diese Übereinstimmung festgestellt ist, wird die Fahrtstellung des Signals von der Sicherungstechnik ermöglicht.
Um eine Sicherungseinrichtung „signaltechnisch sicher“ zu machen, verwendet man unabhängig voneinander arbeitende elektrische und elektronische Übertragungswege und Überwachungseinrichtungen, die sich gegenseitig ergänzen und kontrollieren. Fällt eine dieser Einrichtungen ganz oder teilweise aus oder entstehen irgendwelche Konflikte, wird immer derjenige Zustand der Außenanlage unterstellt, welcher die größtmögliche Gefahr darstellt; daher wird eine größere Sicherheit gewährleistet (siehe auch Ruhestromprinzip). 
Bei mechanisch betätigten Signalen arbeiten vom Stellwerk betätigte Zugseile gegen ein am Signalmast angebrachtes Gewicht (oder gegen das Gewicht des Signalarms). Durch Wahl der Haltestellung in der unteren Position ist dabei sichergestellt, dass bei Reißen des Zugseils das Signal auf „Halt“ geht. Gleichzeitig kann im Stellwerk durch eine Messung der Seilspannung festgestellt werden, dass die Betätigung des Signals nicht mehr möglich ist. Um bei Zugseillängen auch über lange Strecken die Signalstellung vom Stellwerk zum Signal übertragen zu können, gibt es Mechaniken, die den Zug eines Seiles mit Entspannung eines zweiten Seils kombinierten (Differenzprinzip), so dass die thermische Ausdehnung der Zugseile zwischen Sommer und Winter das System nicht funktionsunfähig macht.
Sicherungstechnische Anlagen gelten nach Definition der Europäischen Eisenbahnagentur als signaltechnisch sicher, wenn sie weniger als einen Ausfall je einer Milliarde Betriebsstunden aufweisen. Eine größere Ausfallrate ist nur zulässig, wenn weitere technische Systeme katastrophale Auswirkungen bei einem Ausfall des betrachteten Systems verhindern.